# Parafia św. Jerzego w Trumbull
Parafia św. Jerzego – parafia prawosławna w Trumbull. Jedna z czterech parafii tworzących dekanat Środkowego Atlantyku Archidiecezji Albańskiej Kościoła Prawosławnego w Ameryce.
Jest to etnicznie albańska placówka duszpasterska, uformowana przez albańskich emigrantów na przełomie XIX i XX stulecia. Jej obecna świątynia została konsekrowana w 1980, powstała w obiekcie wzniesionym ze składek parafian. Wcześniej nabożeństwa odbywały się w różnych pomieszczeniach.